# Иня (Алтайский край)
И́ня — село в Шелаболихинском районе Алтайского края, Россия. Административный центр Инского сельсовета.

## История
Село является старейшим в Шелаболихинском районе, так как оно стало первым населённым пунктом. Деревня Иня была основана на правобережье Оби в 1721 году. По Всероссийской сельскохозяйственной, земельной и городской переписи 1917 года (период Временного правительства) в Сибирскую волость вошли следующие населенные пункты: сёла Батурово и Шелаболиха, деревни — Иня, Кучук, Новообинцево, Старообвинцева, Самодурка и Сибирка.
Прежнее наименование — село Усть-Иньское.

## География
Село находится в правобережной пойме реки Обь, на берегу реки Иня, правом притоке Оби. Шелаболихинский район расположен на части Приобской левобережной подпровинции, для которой характерен степной луговой ландшафт с берёзовыми колками, расчленённый слабой балочной сетью. Почвы — выщелоченный и обыкновенный чернозём и тёмно-серые лесные почвы в тех местах, где произрастает лес. Пойменные заливные луга являются хорошими сенокосными угодьями большой протяженности и характеризуются богатым разнотравьем.
Климат
Климат в районе села соответствует умеренно континентальной зоне, для которого характерно жаркое сухое лето и малоснежная, продолжительная и холодная зима. Весна короткая, как и осень, отличается крайне неустойчивой погодой, обусловленной сменой южных и северных ветров.
Уличная сеть
В селе 7 улиц: Береговая, Боровая, Ивкина, Ленина, Нагорная, Партизанская и Центральная.
Расстояние до
- районного центра Шелаболиха 11 км.
- краевого центра Барнаул 74 км.
- село Ларичиха Тальменского района 55 км.

Ближайшие населенные пункты
Новообинцево 10 км, Шелаболиха 10 км, Малиновка 11 км, Сибирка 13 км, Кучук 15 км, Батурово 20 км, Ларичиха 55 км.

## Население
| 1997 | 1998 | 1999 | 2000 | 2001 | 2002  | 2003 |
| ---- | ---- | ---- | ---- | ---- | ----- | ---- |
| 830  | ↘643 | ↗786 | ↘757 | ↗768 | ↗1001 | ↘798 |
| 2004 | 2005 | 2006 | 2007 | 2008 | 2009  | 2010 |
| ↘777 | ↘774 | ↘764 | ↘750 | ↘725 | ↗733  | ↘472 |
| 2011 | 2012 | 2013 | 2014 | 2015 | 2016  | 2017 |
| ↗664 | ↘644 | ↘628 | ↘607 | ↘600 | ↘575  | ↘569 |
| 2018 | 2019 | 2020 | 2021 |      |       |      |
| ↘556 | ↘554 | ↘539 | ↘531 |      |       |      |

## Инфраструктура
КГУ «Инской лесхоз» производит и продает лесопиломатериалы, теперь закрыт, ООО «Приобье» занимается ведением охотхозяйства, имеется организация социального обслуживания психоневрологический интернат на 175 мест, работает МОУ «Инская средняя школа», есть магазины, ФАП, рыболовная артель, сельская администрация.

## Транспорт
По району проходит региональная автодорога Батурово—Киприно—Юдиха и автомобильная трасса P380 Барнаул—Камень-на-Оби, по которым ежедневно курсируют междугородние автобусы. Ввиду расположения села на противоположной от автодорог стороне Оби, объездная дорога до Барнаула в летнее время занимает не менее 4-5 часов на автотранспорте. В зимнее время действует ледовая дорога.

## Достопримечательности
В 1,8 км от села Иня расположены памятники федерального значения — селище «Елбан» и курганный могильник «Бугры». Примыкающие к реке Обь речные протоки протяженностью несколько километров (народные названия Плахино и Дроздиха) весьма живописны, привлекают большое количество любителей активного отдыха с прилегающих регионов по качеству рыбной ловли. Ловится сом, налим, судак, щука, лещ, язь.

## Интересное
В поселке Ширпотреб, в 1950-е годы, в границах сельского поселения Ини, жил и успешно работал лесничим Инского лесничества Владимир Владимирович Арсеньев, сын русского путешественника, географа, этнографа, писателя, исследователя Дальнего Востока, военного востоковеда Владимира Клавдиевича Арсеньева автора приключенческих книг «По Уссурийскому краю» и «Дерсу Узала», повестей «Сквозь тайгу» и «В горах Сихотэ-Алиня».